# Georgi Petrowitsch Swischtschow
Georgi Petrowitsch Swischtschow (russisch Георгий Петрович Свищёв; * 11. Dezemberjul. / 24. Dezember 1912greg. in St. Petersburg; † 2. Mai 1999 in Moskau) war ein russischer Aerodynamiker und Hochschullehrer.

## Leben
Swischtschows Vater Pjotr Iwanowitsch Swischtschow war Schlosser im Putilowwerk und starb früh. Die Mutter stammte aus einer belarussischen Kleinbauernfamilie und war von schwacher Gesundheit, so dass Swischtschow ab 1922 in der Familie seiner Tante in Moskau aufwuchs. Er besuchte die Mittelschule und die Sokolnitscheskaja-Musikschule (Klavierklasse). Er studierte am Moskauer Luftschiffbau-Institut mit Abschluss 1935. Nach dem Studium wurde Swischtschow nach Dolgoprudny in das Werk für Luftschiffbau geschickt. Er war Komsomolorganisator im dortigen Experimental-Konstruktionsbüro Alexander Iwanowitsch Putilows.
1940 wurde Swischtschow wissenschaftlicher Mitarbeiter im Zentralen Aerohydrodynamischen Institut (ZAGI) in Schukowski. Seine Forschungsschwerpunkte waren die Aerodynamik des Flugzeugs und insbesondere der Tragflächen, die Grenzschichten und ihre Stabilität und die Luftströmungen beim Überschreiten der Schallgeschwindigkeit. Er entwickelte die Tragflächenprofile für die Jak- und MiG-Jagdflugzeuge, die Bomber Tupolew Tu-2, Tupolew Tu-4 und andere.
1954 wurde Swischtschow Chef des Zentralinstituts für Flugmotoren (ZIAM) in Moskau. Er leitete die Entwicklung von Triebwerken der verschiedensten Arten und erweiterte beträchtlich die Einrichtungen für die Untersuchung und Prüfung der Triebwerke. Dazu gehörten insbesondere das Turbojet-Triebwerk Mikulin AM-3 für die Tupolew Tu-104, das Zweiwellen-Strahltriebwerk Tumanski R-11 für die Mikojan-Gurewitsch MiG-21 und das Strahltriebwerk R15B-300 für die Mikojan-Gurewitsch MiG-25. 1966 wurde er zum Korrespondierenden Mitglied der Akademie der Wissenschaften der UdSSR (AN-SSSR, seit 1991 Russische Akademie der Wissenschaften (RAN)) gewählt.
Neben seiner wissenschaftlichen Tätigkeit lehrte Swischtschow und leitete 1963–1967 den Lehrstuhl für Gasdynamik, Verbrennung und Wärmeübertragung des Moskauer Instituts für Physik und Technologie (MFTI) in Dolgoprudny.
1967 wurde Swischtschow Chef des ZAGI. Er schuf neue Einrichtungen für Grundlagenuntersuchungen für die Luftfahrt und Raumfahrt. Er entwickelte Methoden für die Konstruktion von Flugzeugen mit dem Computer. 1976 wurde er zum Vollmitglied der AN-SSSR gewählt.
1989 schied Swischtschow aus dem Leitungsamt und wurde Ehrendirektor des ZAGI. Unter seiner Redaktion gab der Verlag der Großen Russischen Enzyklopädie 1994 die Enzyklopädie Awiazija heraus.
In St. Petersburg im Moskowski-Park des Sieges an der Allee der Helden steht ein Swischtschow-Denkmal. Der Platz vor dem ZAGI in Schukowski trägt Swischtschows Namen.

## Ehrungen, Preise
- Ehrenzeichen der Sowjetunion (1943)
- Orden des Vaterländischen Krieges II. Klasse (1945)
- Stalinpreis II. Klasse (1946) für neue Tragflächenprofile für Hochgeschwindigkeitsflugzeuge
- Stalinpreis II. Klasse (1952) für technische Entwicklungen
- Held der sozialistischen Arbeit (1957, 1982)
- Leninorden (1957, 1971, 1982)
- Orden des Roten Banners der Arbeit (1962, 1975)
- Verdienter Wissenschaftler und Techniker der RSFSR
- Staatspreis der UdSSR (1968)
- Leninpreis (1976)
- Schukowski-Preis des Rats der Volkskommissare der RSFSR
- Ehrendoktor des MATI (früher Luftschiffbau-Institut)